# Lärandematriser

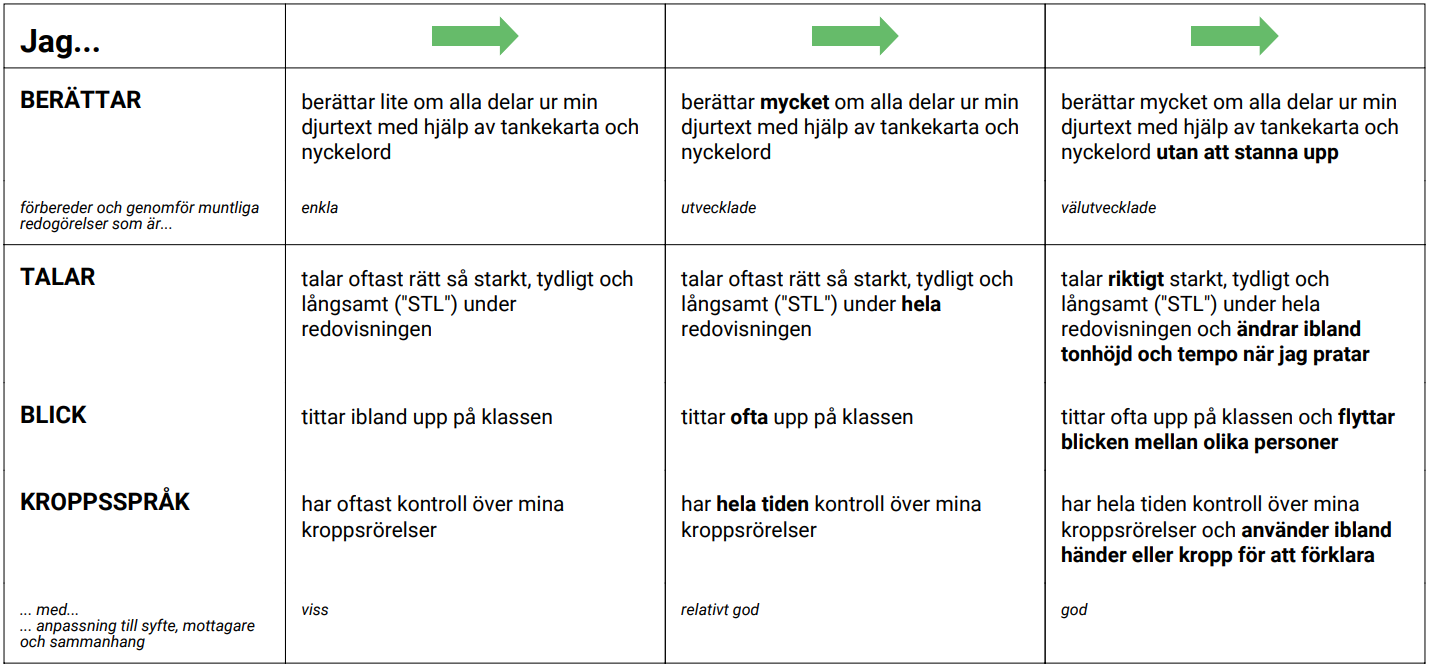
Exempel på en lärandematris

Lärandematriser är ett pedagogiskt verktyg som beskriver för elever vad de ska lära sig och fungerar som grund för både undervisning och all form av respons. De utgår från eleven och lärandet, till skillnad från traditionella matrisers lärar- och bedömningsperspektiv.
Lärandematriser bygger på den senaste forskningen om matrisers formativa effekter som förenas med rön från andra kunskapsområden, såsom målformulering, på ett nytt sätt. Något som ökar validiteten hos lärandematriser, d.v.s. att de verkligen prövar de kunskaper de ska pröva, är att de skapas genom kollegiala samtal. Detta uppmuntrar dessutom till kunskapsutbyten mellan lärare och ökar på så vis likvärdigheten vad gäller kunskapssyn, undervisning och bedömning.

## Beskrivning
Tre aspekter är utmärkande för lärandematriser:

### Kunskapskrav kopplas till elevuppgift
Uppgiften som eleven arbetar med kopplas visuellt till styrdokument. Lärandematriser förenar därmed begripliga uppgiftskriterier med kunskapskrav. Det skiljer dem från bedömningsmatriser som ofta består av rena kursplaneformuleringar och uppgiftsmatriser vars kriterier sällan kopplas till styrdokument. Lärandematriser vill på så sätt  skapa förståelse för lärandemålen i elevuppgiften och samtidigt ge en tydlig koppling till bedömning.

### Kriterierna skrivs för elever
Matriskriterierna formuleras så att de görs begripliga för elever på flera plan:
- De är språkligt anpassade för åldersgruppen, skrivs i jag-form och presens.
- De är innehållsligt begripliga genom att de uttrycks som iakttagbara handlingar. Abstrakta begrepp som vet, kan, förstår eller har kunskap om ersätts med beskrivningar av vad eleven gör när hen visar sin kunskap. Det blir då möjligt för både eleven själv och kamraterna att avgöra när ett mål har uppnåtts. Med lärandematriser blir därför kamrat- och självrespons effektiva arbetssätt och eleven kan även sätta upp egna mål med matriskriterierna som grund.
- De är formgivna för att vara visuellt överblickbara med tydlig struktur, sammanfattande rubriker och fet stil för all progression.

### Progressionen konkretiseras
Progressionen i lärandematriser konkretiseras utifrån olika perspektiv:
- Uppgiftsprogression: Själva uppgiften görs olika svår/komplex (fler källor, material, faktorer)
- Processprogression: Eleven får olika mycket stöd under lärandet (av lärare, kamrater, hjälpmedel)
- Resultatprogression: Resultatet blir allt bättre, antingen formulerat kvantitativt (mätbart) eller kvalitativt (som iakttagbara handlingar).

Genom att kombinera dessa aspekter preciserar lärandematrisen hur eleven kan utveckla sina förmågor inom ett specifikt ämnesområde.

## Historia
Själva begreppet lärandematris myntades 2014 av Johan Alm och beskrivs närmare i boken Lärandematriser; att få eleven att förstå.